# Gornji Mosti
Gornji Mosti is een plaats in de gemeente Kapela in de Kroatische provincie Bjelovar-Bilogora. De plaats telt 98 inwoners (2001).